# 主八界の人物
主八界の人物では、菊池たけし（F.E.A.R.）の作品であるテーブルトークRPG『セブン＝フォートレス』『ナイトウィザード』、読者参加型ゲーム『超女王様伝説 セント★プリンセス』『エイスエンジェル』『Dear... 〜この歌をあなたに〜』などに共通する背景世界として設定されている「主八界」を舞台とした作品に登場するキャラクターについて一覧で記述する。

## 本記事における表記規則

### 人物項目の構成
各人物項目は以下の構成に沿って記述される。但し記載事項のない行は省略される。
見出し - 人物名
1行目 - 【PC】PCとして登場したリプレイ作品
2行目 - 【NPC】NPCとして登場したリプレイ作品
3行目 - 【その他】登場したリプレイ以外の作品
4行目 - プレイヤー名、ボイスドラマやアニメでの担当声優
5行目以降 - キャラクター概要

### 略語（一般用語）
- PC - プレイヤーキャラクター
- NPC - ノンプレイヤーキャラクター。
- PL - プレイヤー
- CV - アニメ及びボイスドラマにおける担当声優

### 略語（作品名）
- S=F - 『セブン＝フォートレス』
- NW - 『ナイトウィザード』
- ALS - 『アルシャード』
- SP - 『超女王様伝説 セント★プリンセス』
- 8A - 『エイスエンジェル』
- DAR - 『Dear... 〜この歌をあなたに〜』

## あ行
アイラザード＝テトラシェード
【PC】《S=F》「リーンの闇砦」
【NPC】《S=F》「シェローティアの空砦」
PL：関野隆史
一子相伝の剣技流派「四影流武闘術」を継承した男装の麗人。19歳の女性。幼いころ男子のみしか継げないこの流派を継承するために男子として育てられた。なぜかフルネームで名乗る事や呼ばれる事を異常に恥ずかしがるため、「リーンの闇砦」では「アイラ」という愛称で呼ばれる事が多かった。
その正体は、十六王紀時代の主流魔法であった「属性魔法」を支える古代のアーティファクト「七宝珠」の一つであると同時に、古代兵器「ヴェイラー」（「バラー」とも）を起動する「鍵」でもある「闇の宝珠」の伝承者たる少女「ティ＝ステイシス」のクローン作成の技術研究の過程で生み出された存在である。オリジナルとなった人物は男性で、アイラザードも本来は男性として生まれるはずだったが、クローニングの失敗によって肉体だけが女性化してしまった。この出生に関わる秘密は本人も「リーンの闇砦」終盤まで知ることはなかった。もっとも、共に旅をしたディフェスやファラウス、アニスは最初から終盤までアイラザードを男だと思っていた。
出生の経緯故に魂は男とあって、非常な女好き。ただし実際に恋愛フラグが立つと動揺して何もできない。特にティに迫られると始終右往左往していた。しかし皮肉にも「リーンの闇砦」中盤では、ティの18番目のクローンであったティ・ブラックと刃を交わすことになる。
最終決戦では世界の敵となったファラウスと相討ちになるも生き残り、本来の男性の肉体も得た。その後はティの19番目のクローンであることが明らかになったディフェスと共に、彼を生み出した「闇の宗教」残党を内偵していた後の闇導王シェイラ＝イクスティムに取り立てられ、「シェローティアの空砦」では冥凍気に包囲されたアルセイルの防衛の任に当たっている。
紅樹星（あかぎ せい）
【PC】《NW》「最果てで君を待つ扉」
【NPC】《NW》「世界が下がる日」
【その他】《NW》ボイスドラマ「最果ての数式」
PL：植田佳奈、CV：植田佳奈
紅き巫女（あかきみこ）

茜月古都（あかねづき こと）
【PC】《NW》「蒼穹のエンゲージ」「真実のディスエンゲージ」「星空のラストリゾート」「救世のヒーロー」
【NPC】《NW》「世界が下がる日」
PL：大竹みゆ
赤羽桐華（あかばね きりか）
【NPC】《NW》「星を継ぐ者」、《S=F》「フレイスの炎砦」
【その他】ボイスドラマ「新約・星を継ぐ者〜篝〜」、漫画「柊蓮司第一の事件」、アニメ「ナイトウィザード The ANIMATION」
CV：荘真由美（「ナイトウィザード The ANIMATION」） / 久川綾（「新約・星を継ぐ者〜篝〜」）
陰陽師の名家の一つ・赤羽家の当主。輝明学園秋葉原校の学内結社「巫女クラブ」の特別顧問も務める。赤羽くれはの母親。藤乃＝赤羽＝ヴァンシュタインの姉。サクラ＝ヴァンシュタインの伯母。穏やかな人物であるが、くれはに「星の巫女」としての、柊蓮司にウィザードとしての覚悟を求めるなど峻厳な一面も見せる。
赤羽くれは（あかばね くれは）

あげは
【その他】《NW》漫画「ヴァリアブルウィッチ」、小説「八番目の不思議」
アニーズ
【PC】《S=F》「フォーチューンの海砦」
【NPC】《S=F》「シェローティアの空砦」
PL：成田豊
アニス＝ペルノー
【PC】《S=F》「リーンの闇砦」
【NPC】《S=F》「シェローティアの空砦」
PL：三上義衛
天乃杏（あまの あん）
【PC】《NW》「Price & Wish —サイゴ ノ ネガイ—」
【NPC】《NW》「世界が下がる日」
【その他】《NW》ボイスドラマ「それは少し前にあった未来」「刻印のウィザード」「エンド・オブ・ザ・ワールド」
PL：佐藤利奈、CV：佐藤利奈
雨宮砕（あまみや さい）
【PC】《NW》「蒼穹のエンゲージ」「真実のディスエンゲージ」「星空のラストリゾート」「救世のヒーロー」
【NPC】《NW》「世界が下がる日」
PL：大畑顕
空に恋焦がれるロンギヌス魔導具評価試験隊付試験飛行隊に新設される第07飛行班、通称「ファイアフライ」に所属する若き新人。空間認識能力は高いが超★方向音痴の為自身の所属する基地の中ですら迷ってしまい、一人では自分の部屋にすら帰れない。
アムダラム
【NPC】《S=F》「アルセイルの氷砦」「シェローティアの空砦」
荒戸夏姫（あらと なつき）
【PC】《NW》「天の光はすべて星」
PL：遠藤卓司
アルゲル＝アルガロード
【PC】《S=F》「宝玉の七勇者」「シェローティアの空砦」
PL：田中天
闇導王（あんどうおう）

安藤来栖（あんどう くるす）
【その他】《NW》アニメ「ナイトウィザード The ANIMATION」、小説「孤島前夜 〜マユリの宝玉大作戦〜」
CV：田中秀幸
アンフィ・ニ
【PC】《SP》「さまよえる少女 〜下僕幸福物語〜」
PL：藤村まどか
アンブレアス＝ガェア
【NPC】《S=F》「宝玉の七勇者」「ラ・アルメイアの幻砦」「シェローティアの空砦」
十六夜慎太郎（いざよい しんたろう）
【PC】《NW》「天の光はすべて星」
【NPC】《NW》「世界が下がる日」
PL：大畑顕
一条凱（いちじょう がい）
【PC】《NW》「ふたつの終わり、ひとつの始まり」
【NPC】《NW》「世界が下がる日」
【その他】《NW》ボイスドラマ「タイム・トゥ・セイ・グッバイ」
PL：菊池たけし、CV：田村睦心
伊吹萌（いぶき もえ）
【その他】《DAR》「Dear... 〜この歌をあなたに〜」

ヴェーダ
【PC】《NW》「ふたつの終わり、ひとつの始まり」
PL：久保田悠羅
羽戒時雨（うかい しぐれ）
【PC】《NW》「合わせ鏡の神子」
PL：矢薙直樹
Es（エス）

A2（エーツー）
【NPC】《NW》「蒼穹のエンゲージ」「真実のディスエンゲージ」「星空のラストリゾート」「救世のヒーロー」「世界が下がる日」
CV：高橋美佳子
エルファ
【NPC】《S=F》「フォーチューンの海砦」「シェローティアの空砦」
エレナ
【NPC】《S=F》「ラ・アルメイアの幻砦」「シェローティアの空砦」
炎導王（えんどうおう）

桜間流（おうま ながれ）
【PC】《NW》「最果てで君を待つ扉」
【NPC】《NW》「世界が下がる日」
【その他】《NW》ボイスドラマ「最果ての数式」
PL：矢薙直樹
大泉スルガ（おおいずみ スルガ）
【PC】《NW》「聖なる夜に小さな願いを」
PL：小泉豊
オーソ＝ネイ＝ゴロ
【PC】《S=F》「フォーチューンの海砦」
PL：じゃが丸
落藤雛（おちふじ ひな）
【PC】《NW》「ベル・ゲーム 〜虚像のエコー〜」
PL：小暮英麻

## か行
ガーネット
【NPC】《S=F》「フレイスの炎砦」「シェローティアの空砦」
海導王（かいどうおう）

風奈祥子（かざな しょうこ）
【その他】《DAR》「Dear... 〜この歌をあなたに〜」
カザマ
【NPC】《S=F》「アルセイルの氷砦」「シェローティアの空砦」
香椎珠美（かしい たまみ）
【その他】《NW》漫画「ヴァリアブルウィッチ」
鹿島はるみ（かしま はるみ）
【PC】《NW》「幼年期の終わり」「地球の長い午後」「マリオネットの方程式」「ジェムストーンの策謀」「Ultimate Enemy」
【NPC】《NW》「世界が下がる日」
【その他】《NW》ボイスドラマ「刻印のウィザード」
PL：藤井忍、CV：仁後真耶子
鹿島ふゆみ（かしま ふゆみ）
【NPC】《NW》「幼年期の終わり」「地球の長い午後」「マリオネットの方程式」
要いのり（かなめ いのり）
【PC】《NW》「白き陽の御子」
【NPC】《NW》「合わせ鏡の神子」
PL：田中天
要ねがい（かなめ ねがい）
【PC】《NW》「白き陽の御子」
【NPC】《NW》「世界が下がる日」
PL：小暮英麻
カニアーマー
【PC】《S=F》「アルセイルの氷砦」
PL：峰岸達実
神条皇子（かみじょう みこ）
【PC】《S=F》「黒き星の皇子」
PL：矢薙直樹
烏丸マリア（からすま マリア）
【PC】《NW》「Price & Wish —サイゴ ノ ネガイ—」「世界が下がる日」
PL：みかきみかこ
カリン＝ソロモン
【PC】《S=F》「ラ・アルメイアの幻砦」
【NPC】《S=F》「シェローティアの空砦」
PL：小浜智
川澄雪（かわすみ ゆき）
【その他】《DAR》「Dear... 〜この歌をあなたに〜」
神田和泉（かんだ いずみ）
【PC】《NW》「ベル・ゲーム 〜虚像のエコー〜」
PL：藤咲あゆな
如月ジロー（きさらぎ ジロー）
【PC】《NW》「モノクロームの境界」
【NPC】《NW》「世界が下がる日」
PL：鈴吹太郎
ナイトメアの甥で、自称「ドリームキッド」。
キタロー
【PC】《S=F》「アルセイルの氷砦」
【NPC】《S=F》「シェローティアの空砦」
PL：鈴木猛
グィード＝ボルジア
【PC】《NW》「星を継ぐ者」、《S=F》「黒き星の皇子」
【NPC】《NW》「愚者の楽園」「合わせ鏡の神子」「ふたつの終わり、ひとつの始まり」、《S=F》「フレイスの炎砦」
【その他】《NW》小説「冥き迷宮のバーレスク」、ボイスドラマ「愚者の楽園」「新約・星を継ぐ者〜篝〜」
PL：田中天、CV：田中天（「愚者の楽園」） / 若本規夫（「新約・星を継ぐ者〜篝〜」）
空導王（くうどうおう）

グルス＝デキス
【PC】《S=F》「ラ・アルメイアの幻砦」
【NPC】《S=F》「シェローティアの空砦」
PL：李重燁
グレゴリオ＝ピウス11世
【NPC】《NW》「星を継ぐ者」、《S=F》「フレイスの炎砦」「黒き星の皇子」
【その他】《NW》ルールブック第1版、ボイスドラマ「新約・星を継ぐ者〜篝〜」
CV：石原凡
クロトワ
【NPC】《S=F》「宝玉の七勇者」「フレイスの炎砦」「シェローティアの空砦」
ゲシュペンスト
【PC】《NW》「愛はさだめ、さだめは死」
【NPC】《NW》「マリオネットの方程式」
PL：菊地たけし
幻導王（げんどうおう）

神月天人（こうづき たかと）
【PC】《NW》「Price & Wish —サイゴ ノ ネガイ—」
【NPC】《NW》「世界が下がる日」
PL：久保田悠羅
小手毬小鳩（こでまり こばと）
【NPC】《NW》「Price & Wish —サイゴ ノ ネガイ—」「世界が下がる日」
【その他】《NW》ボイスドラマ「それは少し前にあった未来」「刻印のウィザード」「エンド・オブ・ザ・ワールド」
CV：ささきのぞみ

## さ行
ザーフィ
【PC】《S=F》「フォーラの森砦」「フレイスの炎砦」「シェローティアの空砦」
【NPC】《S=F》「宝玉の七勇者」「ラ・アルメイアの幻砦」
PL：遠藤卓司
酒匂いぶき（さかわ いぶき）
【NPC】《NW》「グリムゲルデの仮面」「真実のディスエンゲージ」「星空のラストリゾート」「救世のヒーロー」「世界が下がる日」
CV：高橋美佳子
サクラ＝ヴァンスタイン
【PC】《NW》「蒼穹のエンゲージ」「グリムゲルデの仮面」「星空のラストリゾート」「救世のヒーロー」「世界が下がる日」、《S=F》「出撃! 試作精霊船アウストリア」
【NPC】《NW》「Ultimate Enemy」
【その他】《NW》ボイスドラマ「シュヴェルトライテの槍」「それは少し前にあった未来」「エンド・オブ・ザ・ワールド」
PL：田中信二、CV：矢作紗友里
ロンギヌス魔導具評価試験隊付試験飛行隊に所属するベテランの箒騎士で、12歳（初登場時）ながら新設される第07飛行班「ファイアフライ」の班長に任じられた少女。しかし班に与えられた任務であるテスト対象の試作箒（ノートゥング、ブリュンヒルデ）は、レベルの高いウィザードでは上手く起動しないという特殊なものであり、経験豊富かつレベルが低いという矛盾した班長が求められた結果、サクラはくれはに「柊印の下がるお茶」を飲まされレベル10からレベル1に下げられた。本来は重ねて来た経験に見合う心の強さと厳しさを持ち、年齢に見合わぬ渋い台詞を吐くことがある。
ノートゥング、ブリュンヒルデと同じくドイツの箒メーカーであるミーゲ社が製作した試作箒「ヴァルキューレ・シリーズ」の1本・シュヴェルトライテを所持。ヴァルキューレは中核に神代の箒「オーディン・スフィア」が爆散した残骸を使用しており、オーディン・スフィアの力は冥魔そのものであったため、所持して間もない頃にサクラは冥魔に取り込まれそうになったが、冥刻王メイオルティスを相手に共闘した魔王ルー＝サイファーから力の一部を分け与えられることによって逆に箒の支配に成功した。以降はシュヴェルトライテをランスのように扱った衝角突撃を得意とするものの、戦闘でのダイス目が悪くファンブルを連発したため、突撃してはただ撃墜されるだけということになり、「ミサイル」と渾名されてしまった。
母親は赤羽家当主・赤羽桐華の妹である藤乃＝赤羽＝ヴァンスタイン、父親はヴァンスタイン家の男性、という陰陽師の名家と魔術師の名家の血を両方受け継ぐサラブレッドで、マユリ＝ヴァンスタインと赤羽くれははいずれも従姉妹に当たる。ヴァンスタイン家が一族を懸けて作り上げた箒騎士としての最終兵器だが、本人は魔法少女だと言い張っている。好物は和菓子、特にどら焼き。
サシャ＝アライアス
【PC】《S=F》「宝玉の七勇者」「シェローティアの空砦」
【NPC】《S=F》「フォーラの森砦」
PL：田中信二、田中天（「シェローティアの空砦」Episode5のみ）
第一世界ラース＝フェリア、フォーラ地方の湖の畔に兄ヒュウガと住んでいる少女。初登場時12〜13歳。
幼い頃から不治の病に冒されていたが、命が尽きかけたところで『魂の短剣』に封じられていたファラウスの『善の魂』を移植され、生き永らえた。その後も病弱である事に変わりは無く、治癒の可能性がある『霊薬リーフ』を求めてヒュウガが旅立つ切っ掛けとなった。
ファラウスと魂の半分を共有しているため、ファラウスが死ぬとサシャも死ぬ運命にある（ファラウスにとっては魂の半分でしかないため、サシャが死んでもファラウスはパワーダウンするだけで死なない）。そのためファラウスと戦うヒュウガが攻撃しきれず敗れそうになった時、サシャは自害することで道を切り開いた。しかし一命は取り留め、霊薬リーフによって病も全快した。
健康回復後は以前とは打って変わって活動的になり、しかも霊薬リーフの副作用で手足が自在に伸びるようになった。騎士であった父からは身長の2倍ほどある巨大な剣を受け継ぎ（本来1振りの魔剣であったものをヒュウガとサシャの2人に分け与えたもので、融合させるとサシャの身長の3倍もの大きさになる）、また癒し手であった母からもエンシェントロッドを受け継いだ。いずれも超古代兵器である。
その後、空導王アンブレアス＝ガェアが開催した、魔王エンディヴィエに対抗し得る真の勇者を選抜する「勇者バトル」に、魂を失ったヒュウガに代わって参戦し、勇者選抜という大義名分の裏で「真の勇者7人を贄に魔王ゼイドラックを復活させエンディヴィエにぶつけて共倒れさせる」陰謀を巡らせていた空導王に真向反論（ここまでの直言を受けたのはサシャが初めてだと空導王は語った）、空導王の思惑を超えて自ら魔王ゼイドラックを一刀両断した。この活躍ぶりから「ヒュウガの100倍は強い」と評された。
フォーラの自宅に帰ってからは、ヒュウガの看護を兼ねて医療・介護の道へ進み、「魔法少女メディカル★サシャ」を自称。エンシェントロッドを手にすると視覚・音響効果と共にマジカルジャケットに変身しポーズと決め台詞まで決めるという典型的な魔法少女の言動を見せ、GMとプレイヤー達から痛い人扱いされた。
病弱時代に看護してもらった友人であるヘレネから手紙を貰ったことと、ガーネットの命を受けたフレイスの騎士から参戦要請を受けたことで、ヒュウガを炎砦に預け、スマトラ島へ向かい、因縁あるファラウス・アルゲルと再会した。
サライ＝キサラヅ
【PC】《S=F》「アルセイルの氷砦」
【NPC】《S=F》「フォーチューンの海砦」「シェローティアの空砦」
【その他】《S=F》ソースブック「エルキュリア」
PL：久保（仮名）
第一世界出身。女性。年齢は十六王紀889年の時点で17歳だが、後述する事情によりラース＝フェリアなど主八界各世界と精霊界や次元回廊を往復しているため、生年基準の年齢（「シェローティアの空砦」の時代には110歳前後?）と肉体年齢が一致せず、実際の年齢は曖昧になっている。
褐色の肌をした女神官。〈空〉の宝珠の後継者。4歳の時に"闇の宗教"に儀式の生け贄にされそうになるところをキタローに助け出され、その後キタローに育てられる。「アルセイルの氷砦」にてミドリ、マドカ、キタローらとともにとラース＝フェリアと精霊界を行き来しながら、宝珠の力を悪用しようとする"闇の宗教"との戦いを繰り広げ、養父キタローやミドリの犠牲の元、最終的に"闇の宗教"の指導者アムダラムを封印することに成功する。
その後、宝珠の力を危険視したサライは、自らの弟子である「八導師」を率いてこれを封印して回る旅に出る。「フォーチューンの海砦」では終盤に八導師、マドカ、ミリアを伴って登場し、過去に戻って覚醒する前の堕ちた精霊獣を倒そうとするライム、ナティノらに代わって精霊獣たちと死闘を繰り広げた。「フォーチューンの海砦」と同時期に連載されていた「超女王様伝説 セント★プリンセス」にもゲストとして出演しており、このとき第三世界エル＝ネイシアから後の紋章魔法の元となる魔法技術をラース＝フェリアに持ち帰ったとされている。
第一世界ラース＝フェリアでは十六王紀969年に死去したとされているが、実際には、最後の宝珠、すなわち自らの持つ〈空〉の宝珠の封印先に苦慮し、これを異世界に封印しようと次元回廊を渡るうち、戦争を避けて島ごと転移を行った古代フロレターリア文明の人々と出会い、ともに第六世界エルキュリアに到達した。第二次古代神戦争期にはエルキュリアの堕ちたる地において儀式を行い、エルキュリアに開いた冥界の門ごと宝珠を封印しようとしている。
シア＝ユウラ
【PC】《S=F》「フォーラの森砦」
【NPC】《S=F》「宝玉の七勇者」「シェローティアの空砦」
PL：久保田悠羅
ジーン＝フィルナス
【PC】《S=F》「宝玉の七勇者」
【NPC】《S=F》「フレイスの炎砦」「シェローティアの空砦」
PL：矢野俊策
シェイラ＝イクスティム
【NPC】《S=F》「フォーチューンの海砦」「リーンの闇砦」「シェローティアの空砦」

シェディ＝イクスティム
【NPC】《S=F》「フォーチューンの海砦」「シェローティアの空砦」、《NW》ソースブック「ロンギヌス」

シェルジュ＝ガェア
【PC】《S=F》「ラ・アルメイアの幻砦」
【NPC】《S=F》「シェローティアの空砦」
PL：大畑顕
静＝ヴァンスタイン（しずく ヴァンスタイン）
【PC】《NW》「白き陽の御子」
【NPC】《NW》「合わせ鏡の神子」
PL：矢薙直樹
東雲麻耶（しののめ まや）
【NPC】《S=F》「黒き星の皇子」、《NW》「世界が下がる日」
CV：小暮英麻
志宝エリス（しほう エリス）
【NPC】《NW》「ベル・ゲーム 〜虚像のエコー〜」
【その他】《NW》アニメ「ナイトウィザード The ANIMATION」、小説「柊蓮司と宝玉の少女」「マドレーヌ 〜どんぺりの苦悩〜」「コイズミの恋」、ボイスドラマ「エンド・オブ・ザ・ワールド」
CV：宮崎羽衣
十文字冴絵（じゅうもんじ さえ）
【PC】《NW》「月は無慈悲な夜の女王」「モノクロームの境界」「マリオネットの方程式」「ジェムストーンの策謀」
【NPC】《NW》「世界が下がる日」
【その他】《NW》ボイスドラマ「無常の月」
PL：菊地たけし、CV：明坂聡美
真行寺巴（しんぎょうじ ともえ）
【NPC】《S=F》「フレイスの炎砦」
【その他】《NW》ルールブック第1版
真行寺望（しんぎょうじ のぞみ）
【NPC】《NW》「紅き月の巫女」
CV：Bさん
真行寺命（しんぎょうじ みこと）
【PC】《NW》「紅き月の巫女」
【NPC】《NW》「聖なる夜に小さな願いを」「世界が下がる日」
【その他】《NW》アニメ「ナイトウィザード The ANIMATION」、ボイスドラマ「タイム・トゥ・セイ・グッバイ」
PL：矢薙直樹、CV：矢薙直樹
神宮寺百合子（じんぐうじ ゆりこ）
【PC】《NW》「月は無慈悲な夜の女王」
【その他】《NW》ボイスドラマ「無常の月」
PL：植田佳奈、CV：植田佳奈
シンゴ
【PC】《S=F》「シェローティアの空砦」
PL：大畑顕
仮面のカニ。
シンゴ
【NPC】《S=F》「シェローティアの空砦」
鋼機士。
森導王（しんどうおう）

仁野竜巳（じんの たつみ）
【PC】《S=F》「出撃! 試作精霊船アウストリア」
PL：大畑顕
鈴木太郎（すずき たろう）

諏田円（すだ まどか）
【PC】《NW》「世界が下がる日」
【NPC】《S=F》「シェローティアの空砦」
【その他】《NW》ボイスドラマ「エンド・オブ・ザ・ワールド」
PL：大畑顕、CV：佐倉綾音
柊蓮司をライバル視し、柊との対決を求めて輝明学園秋葉原分校へ転入してきた少女。但し柊は既に輝明学園を卒業して2年経過しており、しかもラース・フェリアへ派遣されている最中であったため、実際に邂逅するまで長く待つことになった。天乃杏、烏丸マリア、小手毬小鳩とは同級生で、マリアからは「まるちゃん」と呼ばれる他、柊からは「円さん」とさん付けで呼ばれる。実直にして義理堅い武人だが、時折三下らしい行動をとる。
円の正体は、「シェローティアの空砦」で柊に倒された冥燐王エンダースの転生体である。エンダースの得意技であった《繁茂分身》を、円も（別の特技《遺産所持：永遠の軍勢》の演出として）使いこなす。また、冥魔王の魂を体内に封印する能力も受け継いでいる。前世の記憶は残していないが、柊に勝利することと、柊と焼肉を食べに行くことへ、自分でも理解できない拘りを持つ。
セあら
【PC】《SP》「さまよえる少女 〜下僕幸福物語〜」
PL：如月悠紀乃
戦艦ポチョムキン（せんかんポチョムキン）
【PC】《S=F》「リーンの闇砦」
PL：三上義衛
ソルティレージュ
【PC】《S=F》「黒き星の皇子」
【NPC】《NW》「合わせ鏡の神子」
PL：小暮英麻

## た行
鷹羽みなと（たかば みなと）
【NPC】《S=F》「フレイスの炎砦」
【その他】《DAR》「Dear... 〜この歌をあなたに〜」
CV：小暮英麻
滝野川正月（たきのがわ まさつき）
【PC】《NW》「ベル・ゲーム 〜虚像のエコー〜」
PL：矢薙直樹
ダグラス・チェンバレン
【PC】《NW》「モノクロームの境界」
PL：長田崇
橘輪之助（たちばな りんのすけ）
【PC】《NW》「愛はさだめ、さだめは死」
【NPC】《NW》「世界が下がる日」
PL：矢野俊策
月代一臣（つきしろ かずおみ）
【PC】《NW》「月は無慈悲な夜の女王」
【その他】《NW》ボイスドラマ「無常の月」
PL：遠藤卓司、CV：古谷徹
露木椎果（つゆき しいか）
【NPC】《S=F》リプレイ「フレイスの炎砦」
【その他】《DAR》「Dear... 〜この歌をあなたに〜」、《NW》ルールブック第1版
ティエル＝グリューナ
【PC】《S=F》「フォーラの森砦」
【NPC】《S=F》「リーンの闇砦」「宝玉の七勇者」「シェローティアの空砦」
PL：ぽぽるちゃ
ティ＝ステイシス
【NPC】《S=F》「リーンの闇砦」「シェローティアの空砦」
ディフェス＝サシン
【PC】《S=F》「リーンの闇砦」「シェローティアの空砦」
PL：藤村まどか
テスラ＝陽炎＝フラメル（テスラ かげろう フラメル）
【PC】《NW》「聖なる夜に小さな誓いを」
PL：菊地たけし、CV：宮崎羽衣
デニーズ
【PC】《S=F》「フォーチューンの海砦」
【NPC】《S=F》「シェローティアの空砦」
PL：成田豊
デューク＝オブ＝ヨーク
【PC】《NW》「グリムゲルデの仮面」
PL：菊地たけし
時野光弘（ときの みつひろ）

Dr.クロノス（ドクター・クロノス）
【PC】《NW》「Price & Wish —サイゴ ノ ネガイ—」
【NPC】《NW》「世界が下がる日」
【その他】《NW》ボイスドラマ「それは少し前にあった未来」
PL：田中天、CV：荻原秀樹
どんぺり

## な行
ナイトメア
【PC】《NW》「紅き月の巫女」
【NPC】《S=F》「フレイスの炎砦」、《NW》「幼年期の終わり」「世界が下がる日」
【その他】《NW》アニメ「ナイトウィザード The ANIMATION」
PL：鈴吹太郎、CV：檜山修之
傭兵派遣会社・絶滅社に所属するベテラン夢使い。本名は「鈴木太郎」だが、ウィザードの間では「ナイトメア」あるいは「ドリームマン」の二つ名で知られる。他に「死の茄子色カブトムシ」の異名も持つ。一般人の妻と娘のマユリの3人家族。また、甥に如月ジローがいる。
ナティノ＝マゴメノジョ＝ナザン
【PC】《S=F》「フォーチューンの海砦」
【NPC】《S=F》「シェローティアの空砦」
PL：成田豊
七瀬晶（ななせ あきら）
【NPC】《ALS》「スルトの剣」
ナン＝ナイト
【PC】《S=F》「出撃! 試作精霊船アウストリア」
PL：遠藤卓司
ニュルマッハ
【PC】《SP》「さまよえる少女 〜下僕幸福物語〜」
PL：謎の人
子ノ日葵（ねのひ あおい）
【PC】《NW》「愛はさだめ、さだめは死」
【NPC】《NW》「マリオネットの方程式」「世界が下がる日」
実際には葵に憑依している精神生命体のゲシュペンストがPCであり、「愛はさだめ、さだめは死」に於いても葵は実質的にNPCである。
ノーチェ
【PC】《NW》「最果てで君を待つ扉」
PL：矢野俊策
乃城聖蘭（のしろ せいらん）
【PC】《NW》「天の光はすべて星」
PL：藤井忍

## は行
柊レン（ひいらぎ レン）
【PC】《NW》「愚者の楽園」
PL：木下紗華、CV：木下紗華
柊蓮司（ひいらぎ れんじ）

緋室灯（ひむろ あかり）

姫ヶ崎優美（ひめがさき ゆうみ）
【NPC】《S=F》「フレイスの炎砦」
【その他】《NW》ソースブック「ロンギヌス」
ロンギヌスのうち女性だけで構成されていた戦闘部隊「ヴァルキリーズ」のリーダーだった少女。ラース＝フェリアから送還されてきたザーフィ達を侵魔と誤認して交戦した際、ザーフィに唇を奪われてしまい動揺して敗北。「責任」を取らせるためロンギヌスを出奔し、ラース＝フェリアに赴いてまでザーフィを追っている。
ヒュウガ＝アライアス
【PC】《S=F》「フォーラの森砦」「シェローティアの空砦」
【NPC】《S=F》「宝玉の七勇者」
PL：田中信二
第一世界ラース＝フェリア、フォーラ地方の湖の畔に妹のサシャと住む少年。
父親はフレイス地方の「灼熱騎士団」に属する騎士だったが、暗黒破壊神バラーの事件の際、瀕死のファラウスマイナスから娘サシャの救済を持ちかけられ、任務を放棄してファラウスマイナスを救出。ファラウスの『善の魂』を封じた状態でリーンのある寺院に保管されていた『魂の短剣』を盗み出した。命が尽きかけていたサシャは救われたが、父親のその後はリプレイによって揺らぎがある。
ファラウスマイナスの真意は彼の力の半分である『善の魂』の回収にあったが、ここで思わぬ存在を発見する。それがヒュウガだった。
ヒュウガは、かつて守護天使によって分割された魔王「星降る夜のエンディヴィエ」の「魂」を生まれながらにして有していた。バラーに代わる世界破壊の道具としての『エンディヴィエの魂』に着目したファラウスマイナスは、その器たるヒュウガに「小心者になる呪い」をかけその保全を計った。
成長したヒュウガは、フォーラの小国グリューナにある「魔の森」拡大阻止の王命を受けた王女ティエルに雇われるが、「小心者になる呪い」が災いし、その初対面は、やはりティエルに雇われた騎士ザーフィに一刀両断され血を吹き出しながら吹き飛ぶ「氷魔騎士団」の騎士の上半身と、眉間に矢を射られ血みどろで主人たちのもとに戻るティエルのメイド・シアに挟まれ、「頭隠して尻隠さず」の状態で怯えていたという情けないものであった。
ザーフィの推薦もあり、ヒュウガはサシャの病を治す可能性を持つ『霊薬リーフ』を得るべくティエル一行に加わり、グリューナ王の下す任務を着実にこなして行ったが、『碧き弓』回収の任務を終えグ王城に帰還する直前、彼の運命は暗転する。王城を襲撃した謎の仮面魔導師によってサシャが連れ去られ、さらに彼自身がグリューナ王の放った刺客に襲われたのだ。そしてティエルらと共に王城を脱出するも、目の前に現われた仮面魔導師＝ファラウスマイナスによって、ヒュウガは全ての真相を知らされる。追い打ちをかけるようにファラウスマイナスは「魔の森」が焼かれた結果封印が解かれた『エンディヴィエの翼』を見せつけ、ヒュウガの中の『エンディヴィエの魂』を覚醒させた。
全てを悟ったヒュウガは、ティエルに「自分に万一の事態が起きたら、『碧き弓』で射殺して欲しい」と依頼し、ラグシア島でファラウスマイナスとの最終決戦に挑むが、目の前でサシャが自害し、その怒りと悲しみのままに剣を振るうところをファラウスマイナスに逆用され、『エンディヴィエの翼』を地上に出現させる媒体にされてしまう。
出現した『エンディヴィエの翼』とヒュウガは融合し、ラース＝フェリアを破壊しかけたが、ティエルはヒュウガとの約束を守り『エンディヴィエの翼』を撃つ。ヒュウガは「肉体だけ」は救われたものの、「魂」は『エンディヴィエの魂』と共に何処かへ飛び去ってしまった。以来彼は、廃人状態で病癒えたサシャの介護を受けながら暮らすこととなる。
守護者エルオースの復活によってラース＝フェリアが七冥魔王に蹂躙される事態＝第二次古代神戦争が発生すると、ヒュウガはサシャと共にフレイスのガーネットから出陣要請（事実上は自身の身柄の安全保障）を受け、魂を喪った状態で炎砦に居を移す。そして「七宝殊」を扱うべき勇者の一人に推挙され、かつての戦友ザーフィを中心に魂探索チームが編成されることとなる。
氷導王（ひょうどうおう）

平賀十蔵（ひらが じゅうぞう）
【PC】《NW》「蒼穹のエンゲージ」「真実のディスエンゲージ」「星空のラストリゾート」「救世のヒーロー」
【NPC】《NW》「世界が下がる日」
PL：菊地たけし
ファラウス
【PC】《S=F》「リーンの闇砦」「シェローティアの空砦」
【NPC】《S=F》「フォーラの森砦」「宝玉の七勇者」「フレイスの炎砦」
PL：鈴吹太郎
フィルナ＝メイ
【NPC】《S=F》「ラ・アルメイアの幻砦」「シェローティアの空砦」
深海シン（ふかみ シン）
【PC】《NW》「ベル・ゲーム 〜虚像のエコー〜」
PL：田中信二
藤乃＝赤羽＝ヴァンスタイン（ふじの あかばね ヴァンスタイン）
【PC】《NW》「グリムゲルデの仮面」「Ultimate Enemy」
【NPC】《NW》「世界が下がる日」
PL：久保田悠羅、CV：久川綾
藤原竜作（ふじわら りゅうさく）
【PC】《NW》「マリオネットの方程式」「ジェムストーンの策謀」
【その他】《NW》コミック「ヴァリアブルウィッチ」
藤原竜之介（ふじわら りゅうのすけ）
【NPC】《NW》「マリオネットの方程式」
【その他】《NW》コミック「ヴァリアブルウィッチ」、ボイスドラマ「刻印のウィザード」
CV：渡辺明乃
ブラス
【NPC】《S=F》「フォーチューンの海砦」「ラ・アルメイアの幻砦」「シェローティアの空砦」
ブランドー＝ピピン
【NPC】《S=F》「フォーチューンの海砦」
第一世界出身。男性。「サライの八導師」の1員にして、「七導王」の1人、〈森導王〉。
「フォーチューンの海砦」終盤にて、サライ率いる八導師の1人として登場。しかし、敵の堕ちた精霊獣の攻撃によりビーム一撃で頭を吹き飛ばされ、その際にサライから名前を呼ばれるというだけの役回りであった。その後、ライムとナティノが時をさかのぼって堕ちた精霊獣を倒したため、精霊獣に殺された過去はなかったものとなった。
七紋章紀の初期においては、英雄「七導王」の1人森導王としてラース＝フェリアのフォーラ地方の人々を導いた。七紋章紀006年、フォーラ地方の魔の森を探索中に謎の霧に包まれ、不治の病に倒れる。さらに七紋章紀007年、「ラ・アルメイアの幻砦」で語られたエルオースの復活によりフォーラも冥界に飲み込まれてしまう。その知らせを聞いたブランドーは肩を落としたまま意識不明の重態に陥り、そのまま帰らぬ人となった。
フリッツ＝フォン＝マンテル
【NPC】《S=F》「黒き星の皇子」
【その他】《SP》「超女王様伝説」、《S=F》ソースブック「エル＝ネイシア」
ベガオ
【PC】《S=F》「フォーチューンの海砦」
【NPC】《S=F》「シェローティアの空砦」
PL：あずたけいた
鳳来寺麒麟（ほうらいじ きりん）
【PC】《NW》「愛はさだめ、さだめは死」
【NPC】《NW》「世界が下がる日」
PL：細野君郎
ポーリィ＝フェノール
【PC】《S=F》「フレイスの炎砦」
【NPC】《S=F》「シェローティアの空砦」
PL：みかきみかこ
星野篝（ほしの かがり）
【NPC】《NW》「星を継ぐ者」
【その他】《NW》ボイスドラマ「新約・星を継ぐ者〜篝〜」
CV：小暮英麻

## ま行
真壁翠（まかべ みどり）
【PC】《NW》「合わせ鏡の神子」
PL：小島めぐみ、CV：小島めぐみ
マドカ
【PC】《S=F》「アルセイルの氷砦」
【NPC】《S=F》「シェローティアの空砦」
PL：藤村まどか
マユリ＝ヴァンスタイン
【PC】《NW》「紅き月の巫女」「聖なる夜に小さな誓いを」
【NPC】《S=F》「フレイスの炎砦」、《NW》「世界が下がる日」
【その他】《NW》アニメ「ナイトウィザード The ANIMATION」、小説「孤島前夜 〜マユリの宝玉大作戦〜」
PL：田中信二、CV：明坂聡美
マルス＝ローウェン
【PC】《S=F》「宝玉の七勇者」
【NPC】《S=F》「シェローティアの空砦」
PL：大畑顕
ミカエル
【NPC】《S=F》「ラ・アルメイアの幻砦」
【その他】《8A》「エイスエンジェル」、《S=F》ソースブック「エルフレア」
御門霧花（みかど きりか）
【NPC】《NW》「紅き月の巫女」、《S=F》「フレイスの炎砦」
水樹天竜（みずき てんりゅう）
【PC】《NW》「最果てで君を待つ扉」
PL：菊地たけし
三ツ矢伊右衛門（みつや いえもん）

御堂絢姫（みどう あやめ）
【PC】《NW》「ふたつの終わり、ひとつの始まり」
【その他】《NW》ボイスドラマ「タイム・トゥ・セイ・グッバイ」
PL：小野涼子、CV：小野涼子
御堂結依（みどう ゆい）
【PC】《NW》「ふたつの終わり、ひとつの始まり」
【その他】《NW》ボイスドラマ「タイム・トゥ・セイ・グッバイ」
PL：小暮英麻、CV：小暮英麻
ミドリ
【PC】《S=F》「アルセイルの氷砦」
【NPC】《S=F》「シェローティアの空砦」
PL：CHA-CHA
ミリア＝フェンネル
【PC】《S=F》「フォーチューンの海砦」
PL：早川由
メイヤ
【NPC】《S=F》「フレイスの炎砦」「シェローティアの空砦」
モガ＝ステイシス
【NPC】《S=F》「リーンの闇砦」「シェローティアの空砦」
望月チハヤ（もちづき チハヤ）
【その他】《NW》ゲーム「ナイトウィザード The VIDEO GAME 〜Denial of the World〜」

## や行
流鏑馬真魅（やぶさめ まみ）
【PC】《NW》「幼年期の終わり」「地球の長い午後」
【NPC】《NW》「マリオネットの方程式」「ジェムストーンの策謀」「Ultimate Enemy」「世界が下がる日」
PL：鈴吹太郎
流鏑馬勇士郎（やぶさめ ゆうしろう）
【PC】《NW》「幼年期の終わり」「地球の長い午後」「マリオネットの方程式」「ジェムストーンの策謀」「Ultimate Enemy」
【NPC】《NW》「世界が下がる日」
PL：たのあきら
山瀬京介（やませ きょうすけ）
【PC】《NW》「白き陽の御子」
【NPC】《NW》「合わせ鏡の神子」
PL：田中信二
ユイ＝ヴァン
【PC】《NW》「天の光はすべて星」
PL：小太刀右京
結城マサト（ゆうき まさと）
【PC】《NW》「星を継ぐ者」
【その他】《NW》ボイスドラマ「新約・星を継ぐ者〜篝〜」
PL：田中信二、CV：木下紗華
ユースディール＝ウィート
【PC】《S=F》「ラ・アルメイアの幻砦」
PL：矢野俊策
芳緒菖子（よしお しょうこ）
【PC】《NW》「モノクロームの境界」
【NPC】《NW》「世界が下がる日」
PL：小島めぐみ
夜見トオル（よみ トオル）
【PC】《NW》「愛はさだめ、さだめは死」
【NPC】《NW》「世界が下がる日」
PL：田中信二

## ら行
ラーガ＝ラギア
【NPC】《S=F》「シェローティアの空砦」

ライム＝ケーベル
【PC】《S=F》「フォーチューンの海砦」
【NPC】《S=F》「黒き星の皇子」「シェローティアの空砦」
PL：如月悠紀乃
ラング＝ザウエル
【PC】《SP》「さまよえる少女 〜下僕幸福物語〜」
PL：セキノ博士
蘭堂舞（らんどう まい）
【PC】《NW》「月は無慈悲な夜の女王」
【その他】《NW》ボイスドラマ「無常の月」
PL：宮崎羽衣、CV：宮崎羽衣
リューナ＝セイグラム
【PC】《S=F》「フレイスの炎砦」「シェローティアの空砦」
PL：田中信二
ルシア＝トゥエル・ウィル＝エクサージュ
【NPC】《S=F》「フォーラの森砦」「フレイスの炎砦」「シェローティアの空砦」
ルチル・オブシディア
【PC】《S=F》「出撃! 試作精霊船アウストリア」
PL：重信康
漣（れん）
【PC】《NW》「グリムゲルデの仮面」
PL：齋藤幸一
ロイヴァス＝ヴェルターブーフ
【NPC】《S=F》「シェローティアの空砦」

ロンギヌス・コイズミ
【その他】《NW》アニメ「ナイトウィザード The ANIMATION」、小説「コイズミの恋」
CV：小泉豊
ロンギヌス00（ロンギヌス ダブルオー）
【PC】《NW》「幼年期の終わり」「地球の長い午後」
【NPC】《NW》「世界が下がる日」
PL：菊地たけし
無番号・無属性・無名のロンギヌス。アンゼロット自らの手により対魔王兵器として作り出された人造人間にして強化人間である。「ロンギヌス00」はコードネームであり、対外活動では「三ツ矢伊右衛門」という別名を名乗る。
アンゼロットの使者を務めることが多く、アンゼロットがエル＝ネイシアに移った後は、アンゼロット城の名代兼ロンギヌスの代表として、アンゼロット城の維持管理やウィザードへの指令の伝達や狭界との連絡などを行っている。
用途に応じて7種類のボディを交換できるが、なぜか全てのボディに自爆装置が着いている。
ロンギヌス・リーダー

## わ行
ワミ＝オーマキバ
【PC】《S=F》「アルセイルの氷砦」

### ナイトウィザード

#### ルールブック
- 菊池たけし/F.E.A.R.『ナイトウィザード』エンターブレイン、2002年。ISBN 4-7577-0855-6。
- 菊池たけし/F.E.A.R.『ナイトウィザード The 2nd Edition』エンターブレイン、2007年。ISBN 978-4-7577-3758-7。

#### サプリメント
- 菊池たけし/F.E.A.R.『ナイトウィザード ソースブック ロンギヌス』エンターブレイン、2005年。ISBN 4-7577-2231-1。
- 菊池たけし/F.E.A.R.『ナイトウィザード The 2nd Edition ソースブック スクールメイズ』エンターブレイン、2007年。ISBN 978-4-7577-3886-7。
- 菊池たけし/F.E.A.R.『ナイトウィザード The 2nd Edition ソースブック ラビリンスシティ』エンターブレイン、2008年。ISBN 978-4-7577-4503-2。
- 菊池たけし/F.E.A.R.『ナイトウィザード The 2nd Edition ファンブック スターダスト・ティアーズ』エンターブレイン、2009年。ISBN 978-4-7577-5077-7。
- 菊池たけし/F.E.A.R.『ナイトウィザード The 2nd Edition ファンブック ブルーム・メイデン』エンターブレイン、2010年。ISBN 978-4-04-726424-3。
- 菊池たけし/F.E.A.R.『ナイトウィザード The 2nd Edition ファンブック エンド・オブ・エタニティ』エンターブレイン、2011年。ISBN 978-4-04-727102-9。
- 菊池たけし/F.E.A.R.『ナイトウィザード The 2nd Edition ファンブック アルティメットエネミー』エンターブレイン、2013年。ISBN 978-4-04-728688-7。
- 菊池たけし/F.E.A.R.『ナイトウィザード The 2nd Edition ファンブック ワールズエンド』エンターブレイン、2014年。ISBN 978-4-04-729566-7。

#### リプレイ
- 田中信二/F.E.A.R.『ナイトウィザード The 2nd Edition リプレイ エターナルブレイヴ』エンターブレイン、2010年。ISBN 978-4-04-726730-5。
- 齋藤幸一/F.E.A.R.『ナイトウィザード The 2nd Edition リプレイ 蒼穹のエンゲージ』エンターブレイン、2010年。ISBN 978-4-04-726825-8。

### セブン＝フォートレス

#### サプリメント
- 菊池たけし/F.E.A.R.『セブン＝フォートレス メビウス ソースブック ラース＝フェリア』エンターブレイン、2008年。ISBN 978-4-7577-4171-3。
- 菊池たけし/F.E.A.R.『セブン＝フォートレス メビウス ソースブック エルキュリア』エンターブレイン、2009年。ISBN 978-4-04-726237-9。
- 菊池たけし/F.E.A.R.『セブン＝フォートレス メビウス ソースブック クロスワールド』エンターブレイン、2011年。ISBN 978-4-04-726936-1。

#### リプレイ
- 菊池たけし/F.E.A.R.『セブン＝フォートレス リプレイ フレイスの炎砦V3〈下〉』エンターブレイン、2004年。ISBN 4-7577-1973-6。
- 菊池たけし/F.E.A.R.『セブン＝フォートレス リプレイ フォーラの森砦V3〈上〉』エンターブレイン、2004年。ISBN 4-7577-2102-1。
- 菊池たけし/F.E.A.R.『セブン＝フォートレス リプレイ フォーラの森砦V3〈下〉』エンターブレイン、2004年。ISBN 4-7577-2103-X。
- 菊池たけし/F.E.A.R.『セブン＝フォートレス リプレイ フォーチューンの海砦 V3 Edition〈下〉』富士見書房、2007年。ISBN 978-4-8291-4500-5。
- 菊池たけし/F.E.A.R.『セブン＝フォートレス リプレイ ラ・アルメイアの幻砦V3〈上〉』エンターブレイン、2007年。ISBN 978-4-7577-3561-3。
- 菊池たけし/F.E.A.R.『セブン＝フォートレス リプレイ ラ・アルメイアの幻砦V3〈下〉』エンターブレイン、2007年。ISBN 978-4-7577-3562-0。
- 菊池たけし/F.E.A.R.『セブン＝フォートレス リプレイ シェローティアの空砦 2 天より来る破滅』エンターブレイン、2010年。ISBN 978-4-04-726400-7。
- 菊池たけし/F.E.A.R.『セブン＝フォートレス リプレイ アルセイルの氷砦』エンターブレイン、2010年。ISBN 978-4-04-726659-9。
- 菊池たけし/F.E.A.R.『セブン＝フォートレス リプレイ シェローティアの空砦 5 The End of Time』エンターブレイン、2013年。ISBN 978-4-04-728920-8。

### 超女王様伝説
- 菊池たけし「特集超女王様伝説 舞い踊れ! 下僕戦士たち!!」『コンプRPG』1995年10月号、角川書店、139-150頁。